# Jeryl Sasser
Jeryl Henry Braxton Sasser jr. (Dallas, 13 febbraio 1979) è un ex cestista statunitense, professionista nella NBA, in Francia, Israele e Kuwait.

## Biografia
È fratello minore di Jason Sasser.

## Carriera
Nel 2001 viene selezionato al primo giro del Draft NBA dagli Orlando Magic (22ª scelta assoluta).